# Rasmus Strøm
Rasmus Nyerup Strøm (født 4. juni 1842 i Vordingborg, død 25. december 1918 i København) var en dansk politiker og nationalbankdirektør.
Strøm var søn af distriktslæge Ole Strøm (1813-1871) og Marie Margrethe Buntzen (1812-1890). Han blev student 1860 fra Herlufsholm og juridisk kandidat 1868. Samme år blev han sagførerfuldmægtig, 1871 overretssagfører og 1880 højesteretssagfører. 1870-72 var han tillige ansat i Finansministeriet og 1872-84 juridisk sekretær i Den danske Landmandsbank. 13. september 1888 blev han direktør i Nationalbanken og og beholdt denne stilling indtil 1913.
Samtidig deltog Strøm med store iver i det kommunale liv som medlem af Københavns Borgerrepræsentation 1884-1908, hvor han blev viceformand 1893-95 og formand 1895-98 samt 1890-94 var ordfører for Budgetudvalget. I en enkelt valgperiode (1884-87) var han desuden folketingsmand for Odense Amts 1. kreds, og han tilhørte både som rigsdagsmand og kommunalpolitiker Højrepartiet.
Han havde desuden kunstneriske og litterære interesser, som førte ham ind i forskellige teater- og kunstkommissioner, som fx Teaterkommissionen 1893-97, Glyptotekskommissionen af 1899, og efter Carl Plougs død blev Strøm medlem af kuratelet for Det Oehlenschläger-Tegnérske Stipendium. Sin interesse for musiklivet viste han bl.a. ved at være generalsekretær for den første Nordiske Musikfest i 1888.
Ydermere udførte han et meget betydeligt arbejde inden for Københavns Understøttelsesforening, hvis formandspost han beklædte 1893-1904. 1887 var han medstifter af Genealogisk Institut og siden næstformand for dette gennem en lang årrække. Han havde derudover andre tillidsposter: 1882 blev han medlem af direktionen for Bombebøssen, 1888-93 var han administrator i velgørenhedsselskabet Borgervennen, fra 1893 medlem af bestyrelsen for Kjøbenhavns Frihavns-Aktieselskab og fra 1896 medlem af kontrolkomiteen i Nye danske Brandforsikringsselskab.
Paa det danske Studentertog til Uppsala 1875 var han de danske studenters ordfører. Strøm var en vellidt og begavet mand med et lyst sind, der gjorde ham omgængelig og venlig.
I 1890 lod han sig bygge en stor sommervilla, Villa Teglstrup, Vedbæk Strandvej 460 i Vedbæk ved N.P.C. Holsøe.
Han blev etatsråd 1894, Ridder af Dannebrog 1897, Dannebrogsmand 1901 og Kommandør af 2. grad 1912. Han var ugift og er begravet på Vestre Kirkegård. Der findes et maleri af N.V. Dorph fra 1905.